# Marian Costea
Marian Costea (n. 13 iunie 1952, București, România – d. 10 aprilie 2024) a fost un jucător român de hochei pe gheață. A jucat pentru echipa națională a României la Jocurile Olimpice de iarnă din 1976 de la Innsbruck și la Jocurile Olimpice de iarnă din 1980 de la Lake Placid.